# Martha Mason
Pour les articles homonymes, voir Mason.
Martha Ann Mason, née le 31 mai 1937 et morte le 4 mai 2009 à Lattimore, est une écrivaine américaine.

## Biographie
Atteinte de poliomyélite à onze ans, Mason est placée chez elle dans un poumon d'acier à la suite d'une paralysie. Elle y est restée pour le reste de sa vie, parvenant cependant à être diplômée et devenir écrivain.

## Publication
Elle a écrit ses mémoires, Breath: Life in the Rhythm of an Iron Lung, en 2003. Elle a également été l'objet du documentaire Martha in Lattimore (2005) de Mary Dalton. Mason apparaît également dans le documentaire The Final Inch (2009).